# حسين توبة
حسين توبة (16 يوليو 1982) هو لاعب كرة سلة لبناني، ولاعب في المنتخب اللبناني لكرة السلة، شارك مع المنتخب في بطولة كأسالعالم لكرة السلة 2006 وبطولة أمم آسيا لكرة السلة 2007،  ولعب مع نادي الرياضي بيروت ونادي الحكمة.

## روابط خارجية
- حسين توبة على موقع الاتحاد الدولي لكرة السلة (الإنجليزية)
- حسين توبة على موقع الاتحاد الدولي لكرة السلة (الإنجليزية)
- حسين توبة على موقع كرة السلة الأوروبية.كوم (الإنجليزية)
- حسين توبة على موقع ريلجم (الإنجليزية)
- حسين توبة على موقع بروبوليرز (الإنجليزية)